# Uberaba
Uberaba är en stad och kommun i delstaten Minas Gerais i södra Brasilien. Kommunen har lite mer än 300 000 invånare varav de allra flesta bor i centralorten. Staden grundades 1809, blev klassad som indianterritorium 1811 och fick status som freguesia den 2 mars 1820 med namnet Santo Antônio e São Sebastião do Uberaba. Uberaba fick kommunrättigheter den 22 februari 1836. Staden ligger vid Uberabafloden och är belägen i en viktig jordbruksregion.

## Administrativ indelning
Kommunen var år 2010 indelad i endast ett distrikt, men var tidigare indelad i de tre distrikten Baixa, Ponte Alta och Uberaba.